# Denari

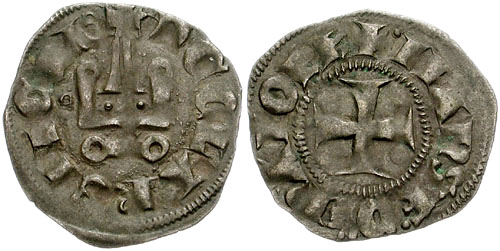
Denari de Ferran de Mallorca, 1315-1316.

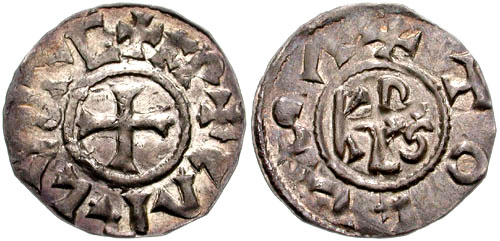
Denari de Carlemany.

Denari (llatí: Denarius) era una moneda romana d'argent (1 denari igual a 10 asos i a 4 sestercis). Es va encunyar cinc anys abans de la Primera Guerra Púnica, el 269 aC.

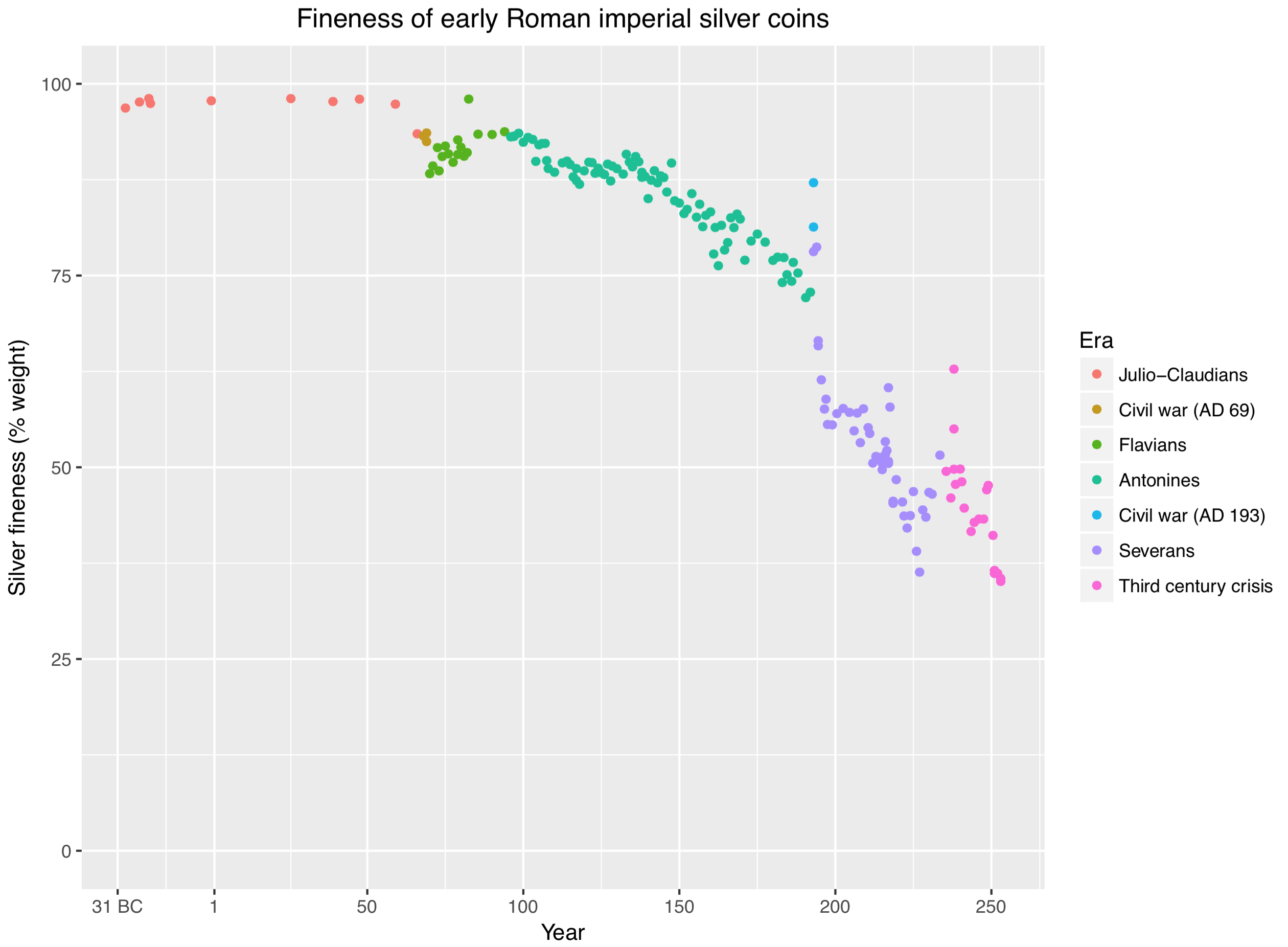
Qualitat de les monedes de plata imperials

L'as de bronze, que gairebé no circulava, es va eliminar i se'l va substituït per aquesta moneda, el quinari (o mig denari) i el sesterci (un quart de denari). Un denari tenia al començament 4,55 grams d'argent però durant l'Imperi el seu pes era de 3,80 grams, que es va rebaixar a 3,10 grams, i progressivament es va encara abaixar més, arribant a fer-la de bronze i només banyada en argent (l'any 215 va ser substituït per l'anomenat denari antoninianus una vegada i mitja més gran, i suposadament de valor igual a dos denaris vells, en què un altre cop va descendir la proporció d'argent, passant a 1,45 grams; amb Trebonià Gal només tenia 0,60 grams d'argent. Cap a l'any 270 o 280 es van començar a emetre denaris de coure o de bronze argentat.
Un denari era equivalent a una dracma, moneda que circulava a la part oriental de l'Imperi. A Catalunya se'n conserven alguns exemplars a la Biblioteca Museu Víctor Balaguer de Vilanova i la Geltrú.